# Лобова, Наталия Александровна
Ната́лия Алекса́ндровна  Стукальская (Ло́бова) (3 сентября 1986, Энгельс) — российская гребчиха-байдарочница, выступает за сборную России с 2006 года. Участница летних Олимпийских игр в Лондоне, чемпионка Европы, серебряная и бронзовая призёрша чемпионатов мира, многократная победительница национальных первенств. На соревнованиях представляет Саратовскую область и Санкт-Петербург, заслуженный мастер спорта.

## Биография
Наталия Лобова родилась 3 сентября 1986 года в Энгельсе, Саратовская область. Росла в спортивной семье, в частности её отец является мастером спорта по самбо. Активно заниматься греблей начала в возрасте одиннадцати лет по совету старшего брата, проходила подготовку в областной детско-юношеской спортивной школе олимпийского резерва под руководством тренера Ольги Панфёровой, а позже продолжила тренироваться у Сергея Лукьянова. Первого серьёзного успеха добилась в 2006 году, когда одержала победу на молодёжном чемпионате Европы. С этого момента попала в основной состав национальной сборной: дебютировала на Кубке мира, впервые поучаствовала во взрослых чемпионатах Европы и мира, где уверенно прошла в финал состязаний четырёхместных байдарок на дистанциях 200 и 500 м.
В 2007 году Лобова заняла одиннадцатое место на европейском первенстве в испанской Понтеведре и пятое на чемпионате мира в немецком Дуйсбурге, год спустя завоевала серебряную медаль на чемпионате Европы в Милане — с байдаркой-четвёркой финишировала второй на двухсотметровой дистанции. Ещё через год была девятой на европейском первенстве в Бранденбурге и впервые в карьере попала в число призёров в гонке Кубка мира (с четвёркой выиграла серебро на этапе в Рачице). В 2010 году добыла бронзовую медаль на чемпионате мира в польской Познани, заняв третье место в эстафете K-1 4×200 м. В следующем сезоне улучшила это достижение на мировом первенстве в венгерском Сегеде, добившись на сей раз серебряной награды, выиграла  золото на чемпионате Европы в Белграде и разместилась на третьей строке в общем зачёте байдарочниц мирового кубка.
Благодаря череде удачных выступлений Наталия Лобова удостоилась права защищать честь страны на летних Олимпийских играх 2012 года в Лондоне. На одноместной байдарке пробилась в финал на двухсотметровой дистанции, но в решающем заплыве была лишь шестой. В парной программе вместе с Верой Собетовой дошла до финала «Б» полукилометровой дисциплины и в итоге расположилась на пятнадцатой позиции. По итогам сезона удостоена почётного звания «Заслуженный мастер спорта России». После Олимпиады осталась в основном составе российской национальной сборной и продолжила принимать участие в крупнейших международных соревнованиях. Так, в 2013 году побывала на чемпионате мира в Дуйсбурге и выиграла ещё одну бронзовую медаль в эстафете. Помимо этого, получила две серебряные награды на летней Универсиаде в Казани, в таких дисциплинах как К-2 500 м и К-4 200 м.
Ныне проживает в Саратове, выступает за Саратовскую область и параллельным зачётом за Санкт-Петербург. Имеет два высших образования, окончила Саратовскую государственную юридическую академию (Следственный криминалистический институт) и Саратовский государственный университет имени Н. Г. Чернышевского, где обучалась на факультете гражданского и муниципального управления.